# 아쿠아피나
아쿠아피나(Aquafina)는 펩시코의 생수 브랜드이다. 1994년 캔자스주의 위치토시에 처음 유통되었으며 1997년까지 미국, 캐나다, 터키, 베트남까지 유통을 넓혔다. 2003년에 미국에서 가장 잘 팔린 물병 브랜드가 되었다.
PepsiCo는 아쿠아피나라는 이름의 다른 제품도 몇 가지 생산한다.
- 아쿠아피나 스파클링(Aquafina Sparkling): 탄산이 있는 맛이 나는 음료.
- 아쿠아피나 플레이버스플래시(Aquafina FlavorSplash): 탄산이 없는 "맛이 나는 음료"
- 아쿠아피나 얼라이브(Aquafina Alive): 칼로리가 낮은 비타민 강화 음료.
- 아쿠아피나 플러스+(Aquafina Plus+): 칼로리가 낮은 비타민 보충 음료.

래퍼 겸 배우 아콰피나(Awkwafina)의 예명은 이 브랜드의 상표를 따온 것이다.

## 사진

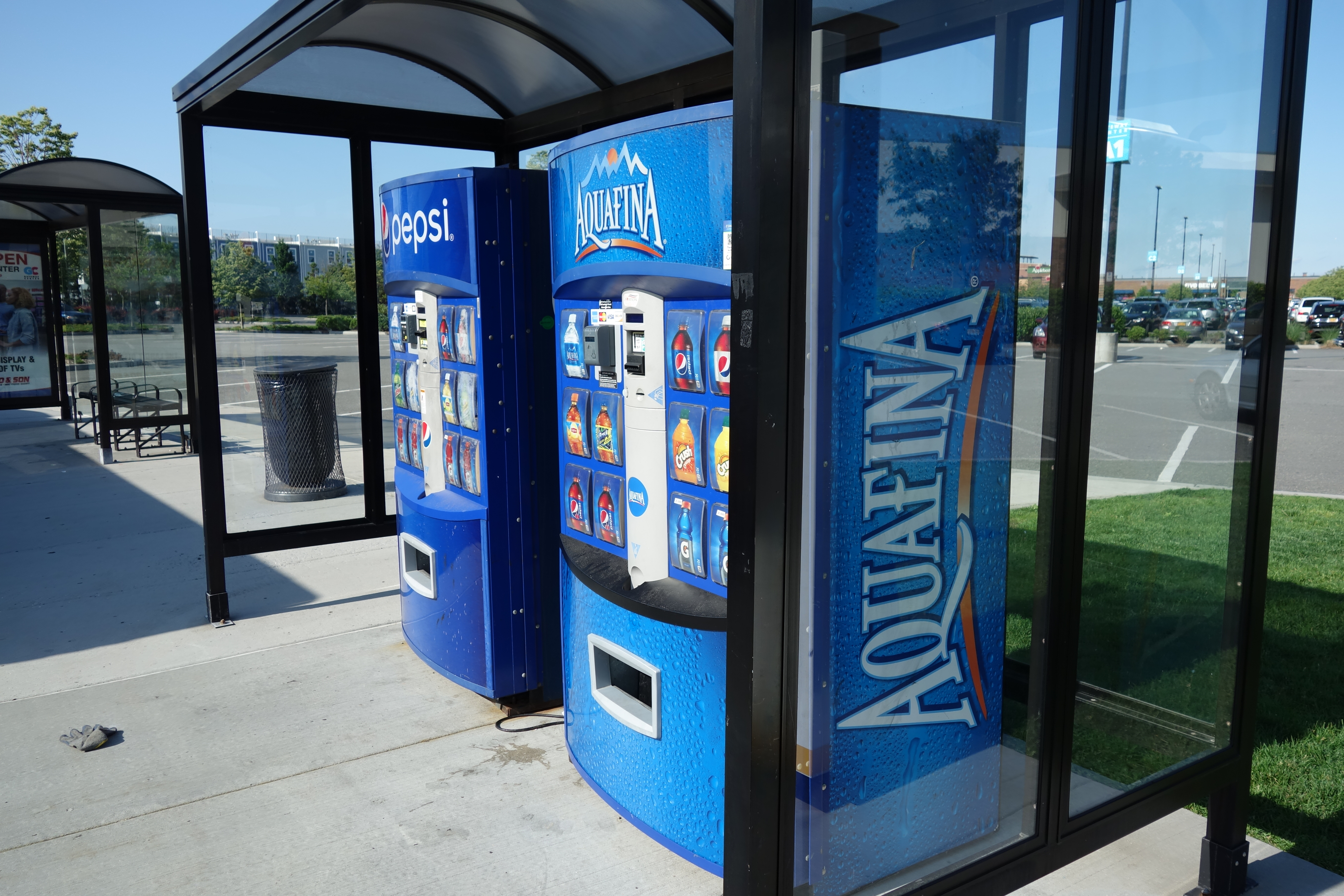
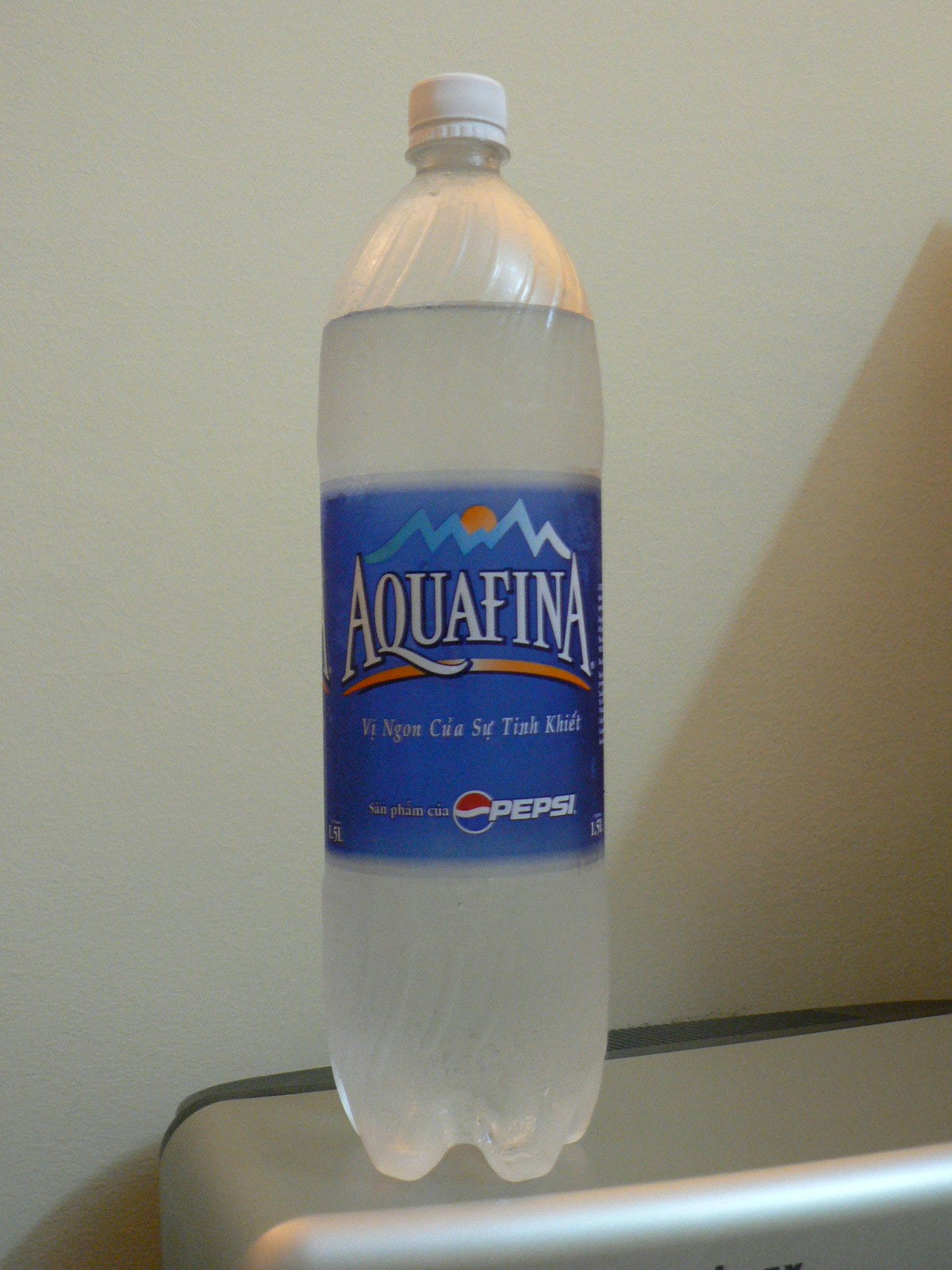
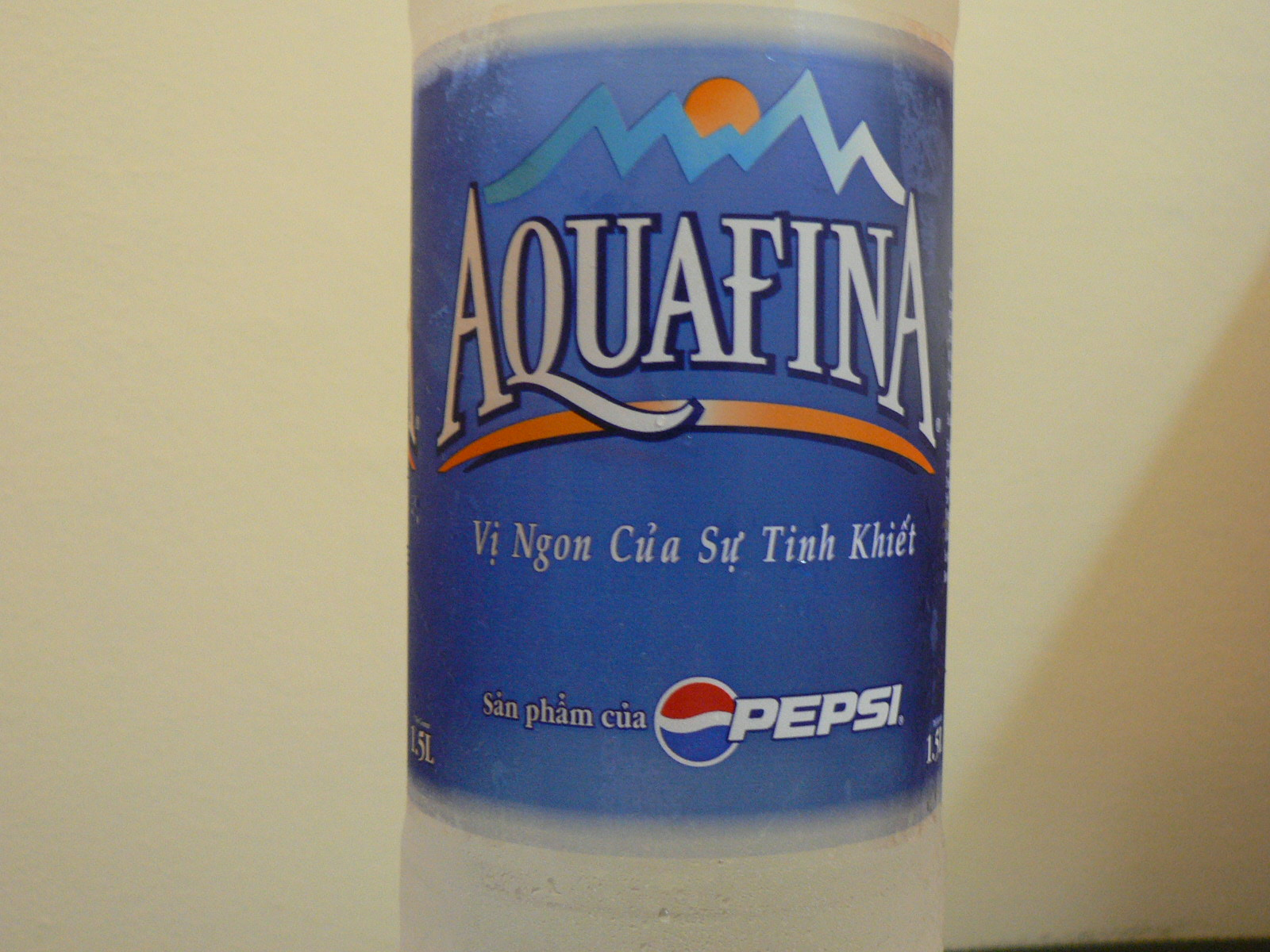
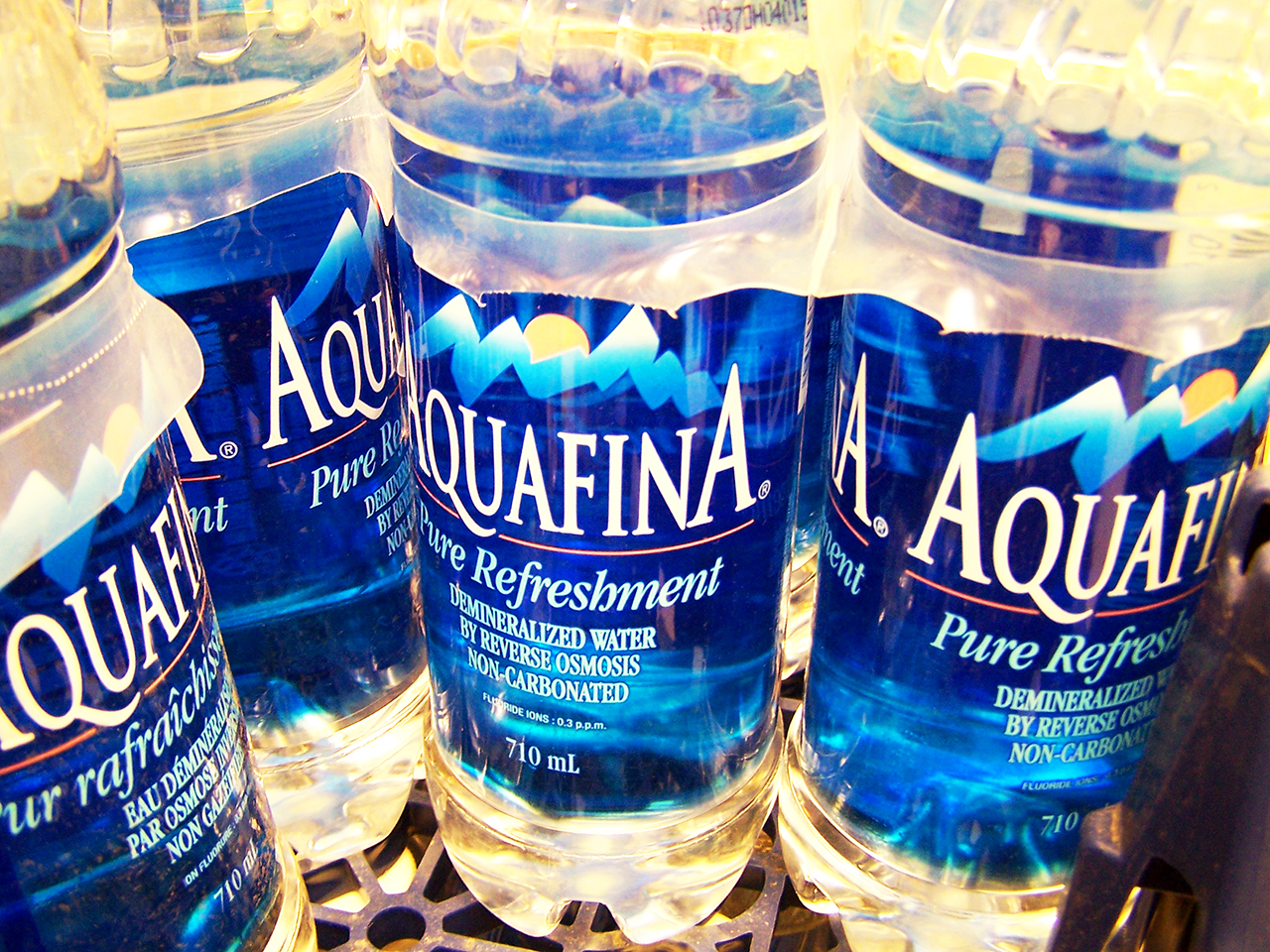